# Тапас
Та́пас (санскр. तपस्, IAST: Tapas, «тепло», «жар», «аскеза», в символическом ключе может пониматься как "гореть устремлением к достижению цели, «стремление освободиться от оков невежества и греха») — в древнеиндийской мифологии космический жар как универсальный космогонический принцип, лежащий и в основе мироздания, и в основе религиозного благочестивого поведения. Упоминается ещё в «Ригведе», где описывается его творческий потенциал на космическом и спиритуальном уровнях. Тапас — не всякий жар (тепло), а тепло птицы, высиживающей птенцов, и поэтому связанное с затратами энергии. Слово стало использоваться для обозначения аскезы, поскольку древние индийцы считали, что птица от высиживания яиц худеет.
Позднее тапас является самым многогранным из санскритских понятий индийской философии. Упанишады рассматривают тапас наряду c брахмачарьей как добродетель, порождающую огромную силу, а традиционная философия Индии утверждает, что тапасом можно достичь чего угодно, вплоть до владычества над всем миром, — через очищение и трансформацию своей природы, процесс разотождествления сознания с материальными объектами и направления восприятия в более высокие мерности. С этой целью индийские аскеты («тапасики») предпринимали самоистязания, которые по закону кармы, утверждающему равновесие причин и следствий, должны быть компенсированы равноценным количеством счастья.

## История термина
Первые упоминания этого термина можно найти в «Ригведе» (VIII, 59, 6; X, 109, 4; 136, 2; 190, 1); (10.154.5), Сатапатха Брахмане (5.3 — 5.17), и Атхарваведе (4.34.1, 6.61.1, 11.1.26). Тапас связывается с процессом рождения — с материнским теплом, с высиживанием яиц птицей. В ведические времена на примере этой аналогии объяснялась концепция «высиживания знания» и духовного рождения. В Ведах и Брахманах есть упоминания о том, что риши и все Боги рождены посредством тапаса (tapojās), а весь мир создан из тапаса Солнца. Кроме того, есть история о том, как Праджапати создал мир посредством своего тапаса, внутренне распалившись. Упанишады рассматривают тапас наряду c брахмачарьей как добродетель, порождающую огромную силу.
В «Йога-сутрах» Патанджали (II, 1, 32, 43; IV, 1) упоминает этот термин как одну из необходимых составляющих 
крия-йоги и одну из ниям, а практика тапаса устраняет загрязнения тела и ума и наделяет сиддхами. Тапас, согласно Патанджали, включает самодисциплину, медитацию, простую и аскетичную жизнь и другие методы внутреннего очищения.
В Бхагавад-Гите описываются три формы аскезы, совершаемые в гуне благости: аскезой для тела являются чистота, целомудрие и ненасилие. Аскеза речи состоит в том, чтобы говорить слова правдивые, приятные, направленные на благо других и не вызывающие беспокойств, а также регулярно изучать ведические писания. Удовлетворенность, простота, сдержанность, самообладание и очищение сознания называются аскезой ума.
Дхарма Шастры описывают посты и религиозные практики, которые должен был выполнять человек в зависимости от сословия или касты, к которой он принадлежал.

## Тапас и аскетизм
Тапас связан с практикой аскетизма, что предполагает такой образ жизни, который позволяет уму и телу спокойно воспринимать любые изменения климатических условий и внешнего окружения. Йогин приучает тело безболезненно переносить жару, холод, дождь и прочие перемены погоды, вкушать грубую и невкусную пищу, соблюдать пост. Так он обуздывает избирательность в предпочтениях тела, чувств и ума.
Существует также магическое восприятие тапаса, когда целью аскетических практик является исключительно получение сверхспособностей или сиддхи. Традиционная философия Индии утверждает, что тапасом можно достичь чего угодно. В индийском эпосе можно найти много примеров, когда тапас практиковали асуры с целью подчинения себе деват и обретения власти над миром, но все они приходили к падению.
Тапас тесно связан с элементом огня, поэтому Агни, как божество огня считается величайшим тапасвином. В огненных ритуалах, таких как яджня и хома, Агни принимает жертвы (подношения). Посредством жертвенных возлияний в огонь возрастает не только жар от костра, но также возрастает внутренний жар в том, кто совершает ритуал. Совершается внутренняя яджня, посредством которой разжигается огонь Кундалини; то есть аскетизм и тапасья направлены, в первую очередь, на разжигание этого внутреннего мистического огня, который дает свет (просветление), знание, силу.
Индийские аскеты («тапасики») предпринимали самоистязание, например, стояли среди четырёх костров, расположенных по сторонам света, на открытом месте, таким образом, что палящие лучи солнца действовали, как пятый огонь. Другим видом тапаса является обет стоять на пальцах одной ноги и т. д. Тапасик не стремится умилостивить Бога или богов, напротив, боги зачастую стараются помешать тапасу тем или иным путём. В основе механизма действия тапаса лежит закон кармы, утверждающий равновесие причин и следствий. В соответствии с этим законом, перенесённые аскетом мучения должны быть компенсированы равноценным количеством счастья.

### В буддизме
В буддизме термин «тапас» означает аскетическую практику, которой следовал Будда в начальный период духовных поисков. Позднее Будда признал её бесполезность. В Палийском каноне (Мадджхима-никая) говорится о достижении тапаса путём задержки дыхания.

## Тапас и йогическая практика
К практикам на уровне ума и тела относятся сукшма-вьяямы, асаны, пранаямы, а также выполнение садханы. В исторической и современной литературе можно также встретить радикальные формы тапаса, такие как стояние на одной ноге или же в воде по пояс и чтение джапы, простирание с мантрой вокруг святого места, практика мауны и т. д.
Суть этих практик в том, что человек пытается сознательно контролировать свои рефлексы на уровне тела, ума и речи, что ведёт к устранению тамаса в теле и сознании. Путём избегания крайностей в еде, сексе, словах и поступках преодолеваются низшие инстинкты тела и ума, а на более высоком уровне йогин учится контролировать себя даже на мировоззренческом плане.
Основная цель тапаса для йогина — очищение нади и пробуждение Кундалини. Тапас связан с огненным током в теле (Кундалини), который уравновешивает солнечную энергию (Пингала), отвечающую за активность тела и лунную (Ида), отвечающую за работу сознания. Тапас — это интенсивное внутреннее состояние «огня» Кундалини, который сжигает накопленную карму в огне непрерывной духовной практики.